# Wales Autism Research Centre
Le Wales Autism Research Centre (en français : Centre de recherche sur l'autisme au pays de Galles, désigné par l'acronyme WARC), est un département de recherche de l'université de Cardiff créé en septembre 2010.

## Domaine de recherche
La recherche universitaire porte sur l'autisme, en collaboration avec les autres départements de l'université, le gouvernement britannique et les associations pour la reconnaissance du handicap.
L'équipe de recherche concentre son travail sur la détection et le diagnostic du syndrome autistique, notamment sur l'aspect sensoriel dans l'autisme,.

## Objectifs
- Détection des facteurs de risque, détection et diagnostic précoce.
- Approche et intervention cognitivo-développementale.
- Action concertée avec les intervenants, les associations et l'autorité régionale.